# Yulia Latynina
Yulia Leonidovna Latynina, en ruso: Ю́лия Леони́довна Латы́нина, (Moscú, 16 de junio de 1966) es una escritora y periodista rusa. Es columnista de Novaya Gazeta y la presentadora más popular de la cadena de radio Echo of Moscow durante años. Yulia Latynina ha escrito más de veinte libros, incluidas la fantasía y la ficción criminal.

## Biografía

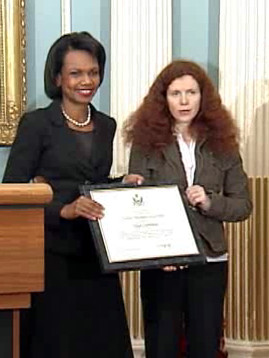
Condoleezza Rice entrega a Latynina el premio Freedom Defenders Award en 2008

Yulia Latynina nació en Moscú el 16 de junio de 1966. Su padre es el poeta Leonid Latynin y su madre es la crítica literaria Alla Latynina. Yulia Latynina estudió filología en el Instituto de Literatura Maxim Gorky de 1983 a 1988. En 1993 defendió su doctorado en el Gorky Institute of World Literature.
Latynina trabajó para las publicaciones periódicas Segodnya (1995–96), Izvestia (1996–97), Expert (1997–98), Sovershenno Secretno (1999–2000), Ezhednevny Zhurnal (2005–15) y Gazeta.ru (2006–2013). También trabajó para los canales de televisión NTV (2000-2001), ORT (2001-2002), TVS (2002-2003) y REN TV (2003-2004). Actualmente, es columnista de Novaya Gazeta (desde 2001) y presentadora del programa Access Code en la estación de radio Echo de Moscú (desde 2003).
Latynina fue miembro del Comité en 2008. En 2007, el periódico italiano Corriere della Sera la nombró mejor periodista extranjera en una ceremonia de premios dedicada a Maria Grazia Cutuli, En 2008, Yulia Latynina recibió el premio Freedom Defenders del Departamento de Estado de los Estados Unidos.

## Trayectoria
Yulia Latynina es una crítica del presidente ruso Vladímir Putin, a quien acusa de corrupción, fraude en las elecciones presidenciales, destrucción del clima de inversión y política exterior fallida. Yulia Latynina es conocida por sus declaraciones agudas y polémicas. Sostiene que el sufragio universal es malo para los países pobres. También critica el liberalismo occidental y las organizaciones de derechos humanos que cree que los extremistas musulmanes utilizan como idiotas útiles para evitar ganar la guerra contra el terrorismo. Considera que la magnitud del calentamiento global y sus daños "suele ser exagerada".
En su opinión, el Moscú Helsinki Group se equivocó al apoyar al científico ruso Igor Sutyagin, quien sugirió que podría estar involucrado en el espionaje. Ella argumentó que aunque las comunicaciones de Sutyagin con agencias de espionaje extranjeras nunca han sido probadas, la agencia extranjera a la que transmitió la información era muy sospechosa. El abogado Boris Kuznetsov, que representó a Sutyagin, insinuó que el servicio secreto ruso FSB se benefició de su programa en Eco de Moscú, que ella negó enérgicamente.
Latynina ha sido una crítica constante de la política de izquierda. En septiembre de 2020, dijo: "Es decir, los propietarios de países como Sargón están presenciando la misma propaganda, una tecnología similar de mentiras totales combinada con el socialismo y las ideas de izquierda. Penetra todas las estructuras de la sociedad occidental.. . Aquí, la URSS solía crear socialismo para todos y, en Estados Unidos, los políticos eran mucho más inteligentes. Incluso aquellos con la orientación [política] de izquierda han estado creando el socialismo solo para los pobres ".

## Ataques
En la noche del 18 y 19 de julio de 2017, Latynina fue atacada en su casa con un tipo de gas muy picante y cáustico de composición desconocida que fue rociado por toda su casa. Junto con ella, ocho personas resultaron heridas en el ataque con gas, incluidos cuatro ancianos y dos niños. Dijo que no llevaría el caso a la policía (ya que la policía no había investigado algunos ataques a políticos de la oposición) y afirmó que "no seré parte de esta comedia". El 2 de septiembre, el automóvil de Latynina se incendió. El investigador dijo que "el auto se incendió solo". El 9 de septiembre, Latynina anunció que se marchaba de Rusia con sus familiares y que no volvería "en un futuro próximo". Ella calificó el incendio del auto como un intento de asesinato.

## Libros

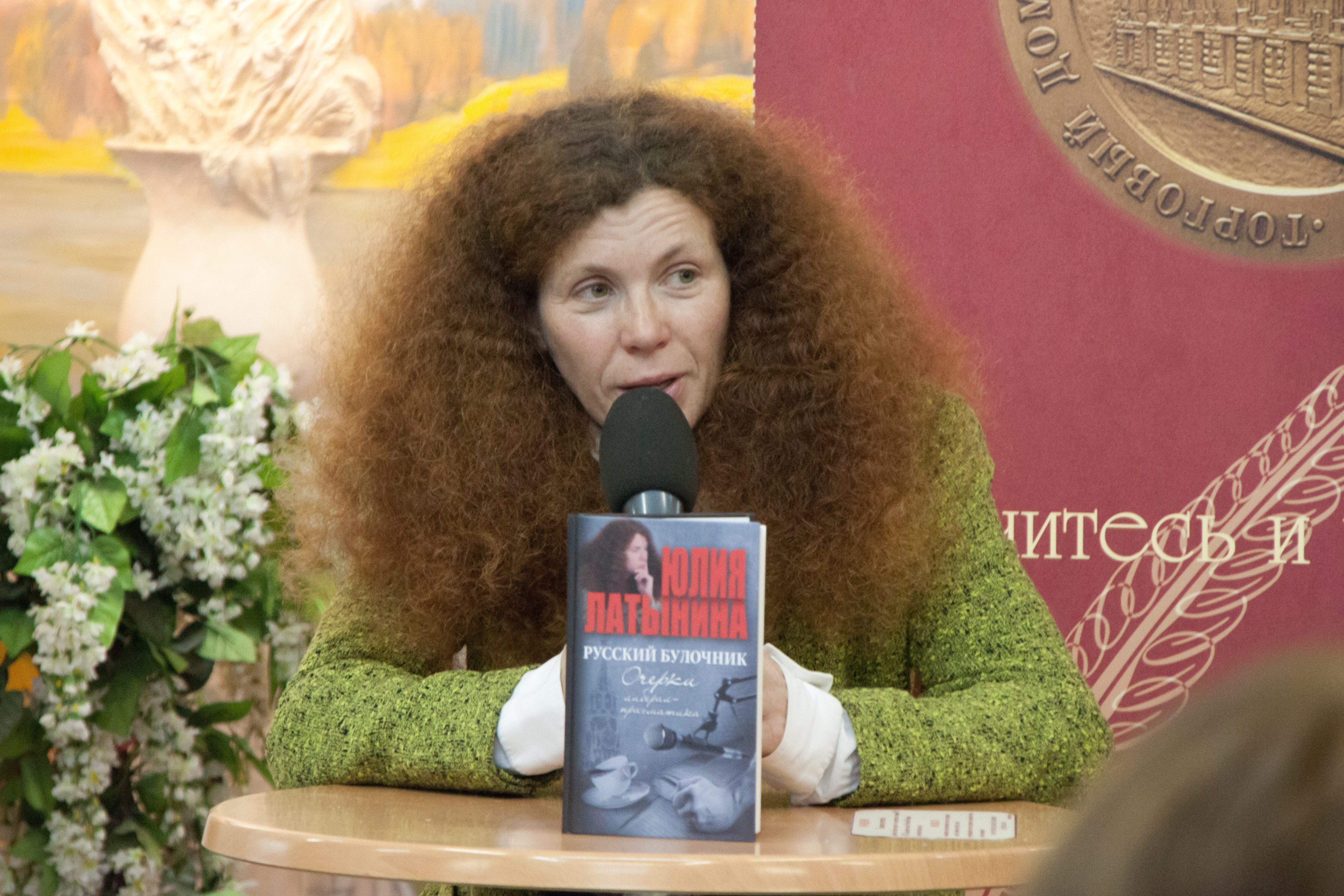
Presentación del libro Russian Baker en 2013

| Year | Title in Russian                    | Translation                     | Genre         | Cycle           |
| ---- | ----------------------------------- | ------------------------------- | ------------- | --------------- |
| 1991 | «Дело о пропавшем боге»             | A Case of the Missing God       | Fantasy       | Wei Empire      |
| 1994 | «Клеарх и Гераклея»                 | Clearchus and Heraclea          | Fantasy       |                 |
| 1995 | «Бомба для банкира»                 | The Bomb for the Banker         | Crime fiction | Bandit          |
| 1996 | «Колдуны и министры»                | Wizards and Ministers           | Fantasy       | Wei Empire      |
| 1996 | «Сто полей»                         | The 100 Squares                 | Fantasy       | Wei Empire      |
| 1996 | «Повесть о Золотом Государе»        | Tale of the Golden Emperor      | Fantasy       | Wei Empire      |
| 1997 | «Здравствуйте, я ваша крыша»        | Hello, I'm Your Roof            | Fantasy       |                 |
| 1999 | «Бандит»                            | Bandit                          | Crime fiction | Bandit          |
| 1999 | «Охота на изюбря»                   | Hunting Elk                     | Crime fiction | Industrial Area |
| 1999 | «Инсайдер»                          | The Insider                     | Fantasy       | Wei Empire      |
| 1999 | «Повесть о государыне Кассии»       | Tale of the Empress Cassia      | Fantasy       | Wei Empire      |
| 1999 | «Дело о лазоревом письме»           | Case of the Azure Letter        | Fantasy       | Wei Empire      |
| 2000 | «Разбор полётов»                    | Debriefing                      | Crime fiction | Bandit          |
| 2000 | «Саранча»                           | Locust                          | Crime fiction | Bandit          |
| 2000 | «Стальной король»                   | Steel King                      | Crime fiction | Industrial Area |
| 2001 | «Ничья»                             | The Draw                        | Crime fiction |                 |
| 2003 | «Промзона»                          | Industrial Area                 | Crime fiction | Industrial Area |
| 2004 | «Только голуби летают бесплатно»    | Only Pigeons Fly for Free       | Crime fiction |                 |
| 2005 | «Джаханнам, или До встречи в Аду»   | Jahannam, or See You in Hell    | Thriller      | Caucasus        |
| 2005 | «Ниязбек»                           | Niyazbek                        | Thriller      | Caucasus        |
| 2007 | «Земля войны»                       | The Land of War                 | Thriller      | Caucasus        |
| 2007 | «Нелюдь»                            | Inhuman                         | Fantasy       |                 |
| 2009 | «Не время для славы»                | No Time for Glory               | Thriller      | Caucasus        |
| 2012 | «Русский булочник»                  | Russian Baker                   | Non-fiction   |                 |
| 2018 | «Иисус. Историческое расследование» | Jesus. Historical Investigation | Non-fiction   |                 |